# Eishockey-Eredivisie (Belgien) 1996/97
Die Saison 1996/97 war die 77. Spielzeit der Eredivisie, der höchsten belgischen Eishockeyspielklasse. Meister wurde zum sechsten Mal in der Vereinsgeschichte überhaupt HYC Herentals.

## Modus
In der Hauptrunde absolvierten die sechs Mannschaften jeweils zehn Spiele. Die vier bestplatzierten Mannschaften qualifizierten sich für die Playoffs, in denen der Meister ausgespielt wurde. Für einen Sieg erhielt jede Mannschaft drei Punkte, bei einem Unentschieden gab es einen Punkt und bei einer Niederlage null Punkte.

## Hauptrunde (Tabelle)
|    | Klub                         | Sp | S  | U | N  | T  | GT  | Punkte |
| -- | ---------------------------- | -- | -- | - | -- | -- | --- | ------ |
| 1. | HYC Herentals                | 10 | 10 | 0 | 0  | 97 | 37  | 20     |
| 2. | Cercle des Patineurs Liègois | 10 | 5  | 2 | 3  | 83 | 63  | 12     |
| 3. | Griffoens Geel               | 10 | 5  | 1 | 4  | 72 | 49  | 11     |
| 4. | IHC Leuven                   | 10 | 3  | 3 | 4  | 43 | 54  | 9      |
| 5. | Olympia Heist op den Berg    | 10 | 3  | 2 | 5  | 67 | 71  | 8      |
| 6. | Phantoms Deurne II           | 10 | 0  | 0 | 10 | 28 | 116 | 0      |

Sp = Spiele, S = Siege, U = Unentschieden, N = Niederlagen

## Playoffs

### Halbfinale
- HYC Herentals – IHC Leuven 11:9/5:1
- Cercle des Patineurs Liègois – Griffoens Geel 6:7/4:10

### Spiel um Platz drei
- Cercle des Patineurs Liègois – IHC Leuven 6:6/6:19

### Finale
- HYC Herentals – Griffoens Geel 14:3/3:1